# Muara Jaya (Maje)
Muara Jaya is een bestuurslaag in het regentschap Kaur van de provincie Bengkulu, Indonesië. Muara Jaya telt 206 inwoners (volkstelling 2010).